# Kreis Hagenow
Koordinaten: 53° 26′ N, 11° 11′ O
Der Kreis Hagenow war ein Kreis im Westen des Bezirks Schwerin in der DDR. Ab dem 17. Mai 1990 bestand er als Landkreis Hagenow fort. Sein Gebiet gehört heute hauptsächlich zum Landkreis Ludwigslust-Parchim in Mecklenburg-Vorpommern. Der Sitz der Kreisverwaltung befand sich in Hagenow.

## Geografie

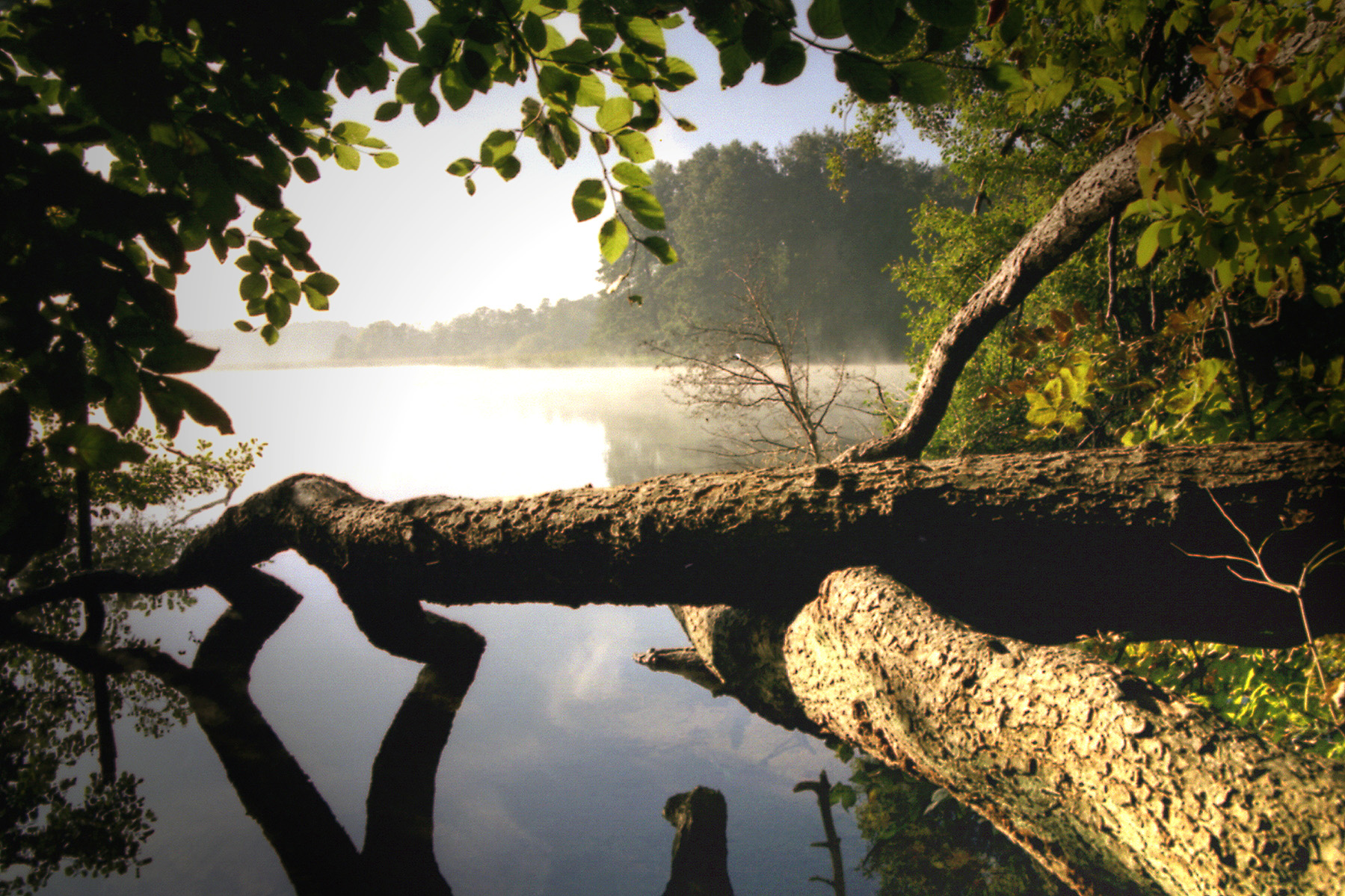
Schaalsee

### Lage
Der südöstliche Teil des ehemaligen Kreisgebietes wird durch die Griese Gegend, einer seenarmen Landschaft mit sandigen Böden, geprägt. Teile des Hagenower Lands wurden als Truppenübungsplatz genutzt. Im Norden des Kreises überwog die landwirtschaftliche Nutzung des Bodens, während im Südteil der Grünland- und Waldanteil höher war.
Innerhalb des Kreisgebietes verlaufen die Flüsse Schaale, Schilde, Motel, Sude, Boize und Krainke, die in die Elbe entwässern. Der Strom bildete hier die innerdeutsche Grenze. Dadurch, dass auch durch den im Norden des Kreises befindlichen Schaalsee mit der darin befindlichen Insel Kampenwerder die Grenze verlief, war der See von der Ostseite nicht zugänglich und von menschlichen Eingriffen über Jahrzehnte weitgehend unberührt.
Erhebungen bilden beispielsweise die Granziner Heidberge, mit bis zu 103 Metern südlich von Granzin, die Mecklenburger Berge mit 83 Meter direkt südlich davon, der Stichsockenberg östlich des Schaalsees mit 73 Metern und der Lange Berg mit 65 m ü. NN nördlich von Vellahn. Die Elbtalaue hingegen liegt nur etwa 10 Meter über dem Meeresspiegel.

### Fläche und Einwohnerzahl
Die Fläche des Kreises betrug 1550 km². Das entsprach 17,9 % der Fläche des Bezirks Schwerin. Somit war er der flächenmäßig größte Kreis in der DDR.
Die Einwohnerzahl des Kreises betrug im Jahr 1985 etwa 73.000. Das waren 12,3 % der Einwohner des Bezirks. Die Bevölkerungsdichte belief sich auf 47 Einwohner je km².

### Nachbarkreise
Der nach Fläche größte Kreis der DDR grenzte im Norden an den Kreis Gadebusch, im Nordosten an den Kreis Schwerin-Land, im Südosten an den Kreis Ludwigslust sowie an die bundesdeutschen Landkreise Lüchow-Dannenberg im Süden, Lüneburg im Westen und Herzogtum Lauenburg im Nordwesten. Der Kreis Hagenow besaß den mit Abstand längsten Grenzverlauf aller Grenzkreise an der innerdeutschen Grenze.

## Geschichte
Der mecklenburgische Kreis Hagenow entstand bei der Auflösung der Länder am 25. Juli 1952 aus dem seit 1933 bestehenden Landkreis Hagenow, der 1945 um das von der britischen in die sowjetische Besatzungszone gewechselte Amt Neuhaus vergrößert worden war. Er gehörte dem 1952 neu gebildeten Bezirk Schwerin an. 
Am 1. Juli 1961 wechselte die Gemeinde Kraak aus dem Kreis Hagenow in den Kreis Schwerin-Land.
Am 17. Mai 1990 wurde aus dem Kreis der Landkreis Hagenow. Er kam am 3. Oktober 1990 in das neu gegründete Land Mecklenburg-Vorpommern innerhalb des Beitrittsgebiets zur Bundesrepublik Deutschland. Am 30. Juni 1993 wechselten acht Gemeinden und einige Flurstücke zum niedersächsischen Landkreis Lüneburg. Am 12. Juni 1994 wurde der Landkreis aufgelöst und zusammen mit dem Landkreis Ludwigslust und dem Südwest- und Südteil des Landkreises Schwerin zum neuen Landkreis Ludwigslust zusammengefügt.

## Wirtschaft und Infrastruktur
Der Kreis war eher landwirtschaftlich geprägt, wenngleich sich nur Böden mit niedriger Bodenwertzahl vorfanden. Angebaut wurden vor allem Roggen und Kartoffeln. Um Dodow und Schwechow existieren ausgedehnte Obstbaumplantagen, deren Ernte bis heute zu Säften und Kindernahrung verarbeitet wird. Überregionale Bedeutung hatte das Landgestüt Redefin für die Pferdezucht und später auch für den Tourismus. In Boizenburg war das größte Fliesenwerk in der DDR ansässig, zudem wurden in der Elbewerft Fahrgastschiffe gefertigt. In Hagenow produzierte bereits zu DDR-Zeiten das Kartoffelveredelungswerk und es gab eine Produktionsstätte für Schmelzkäse. Wittenburg war Standort der Milchverarbeitung, in Lübtheen wurden LKW-Aufbauten und Container gefertigt. Weit fortgeschritten war bis 1989 die Erkundung der Braunkohlelagerstätten um Lübtheen.
Die Fernverkehrsstraße 195 führt parallel zur Elbe von Zarrentin nach Dömitz. Entlang des südwestlichen Grenzverlaufs des Kreises existierte keine Brückenverbindung über die Elbe. Die F 5 von Boizenburg in Richtung Ludwigslust war bis zur Fertigstellung der Autobahn Hamburg–Berlin im Jahr 1982 Transitstrecke. Ebenfalls führte die Bahnstrecke Berlin–Hamburg durch den Kreis.

## Bilder

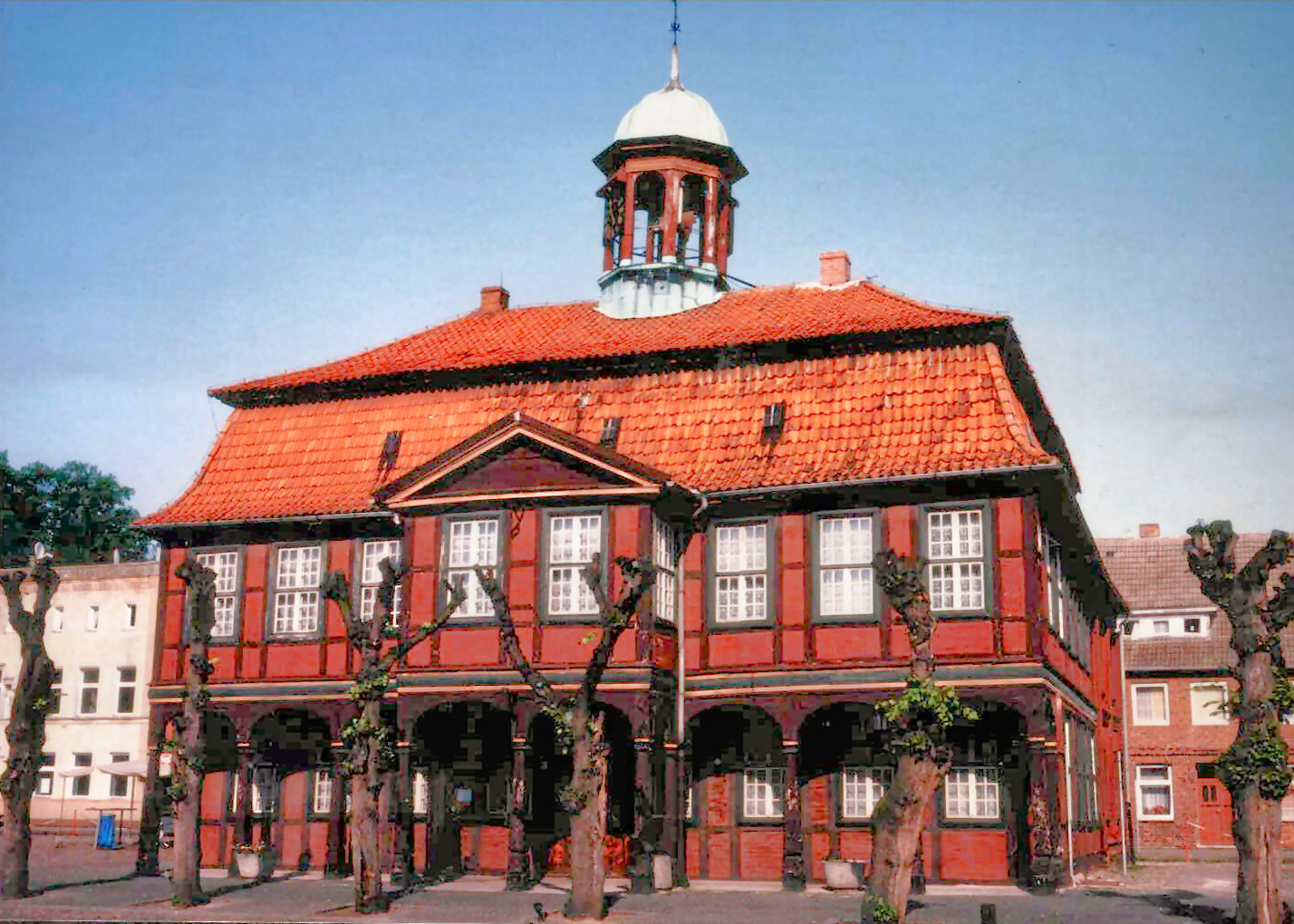
Rathaus in Boizenburg
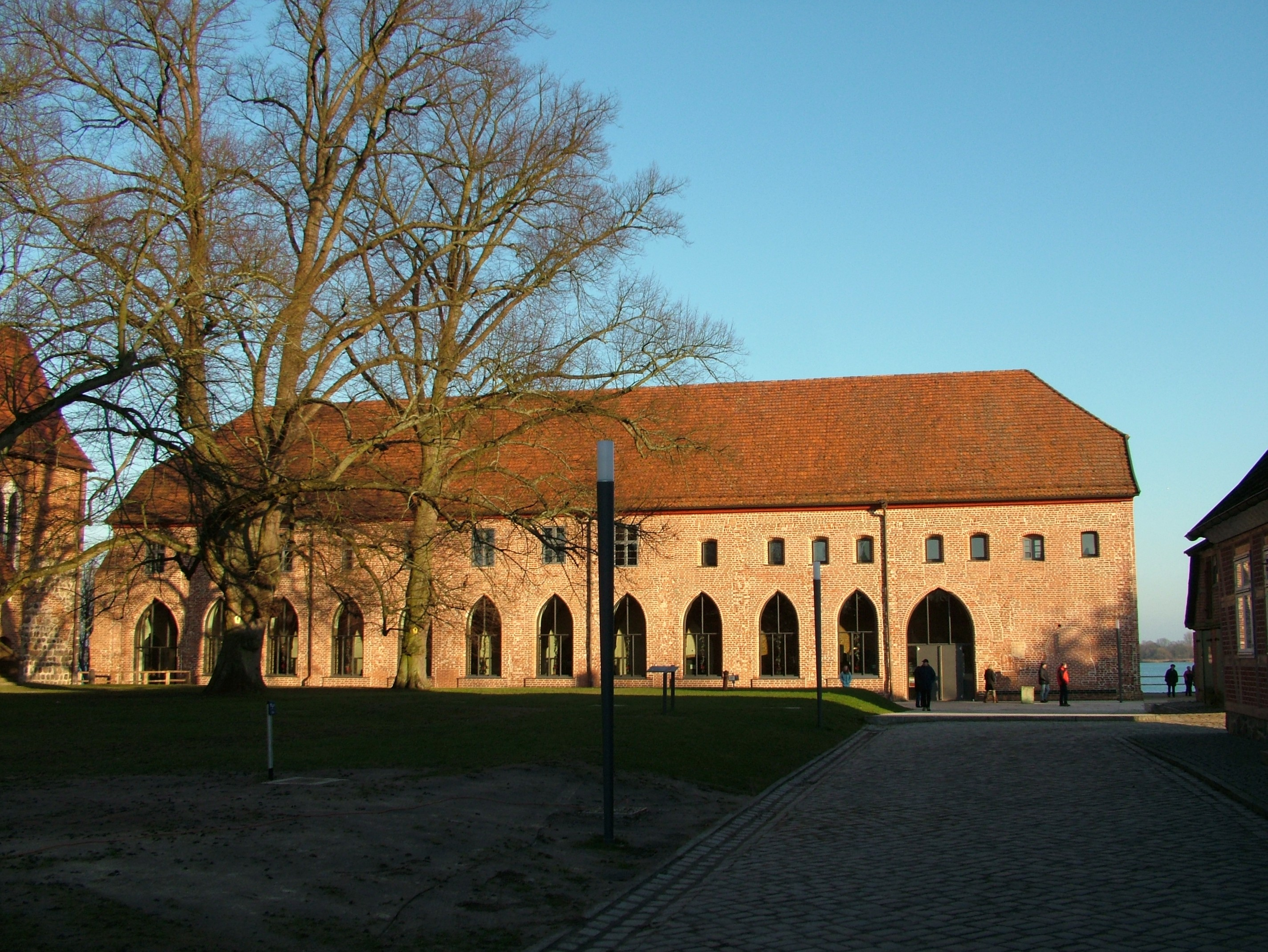
Klausurgebäude des Zisterzienserinnenklosters Zarrentin
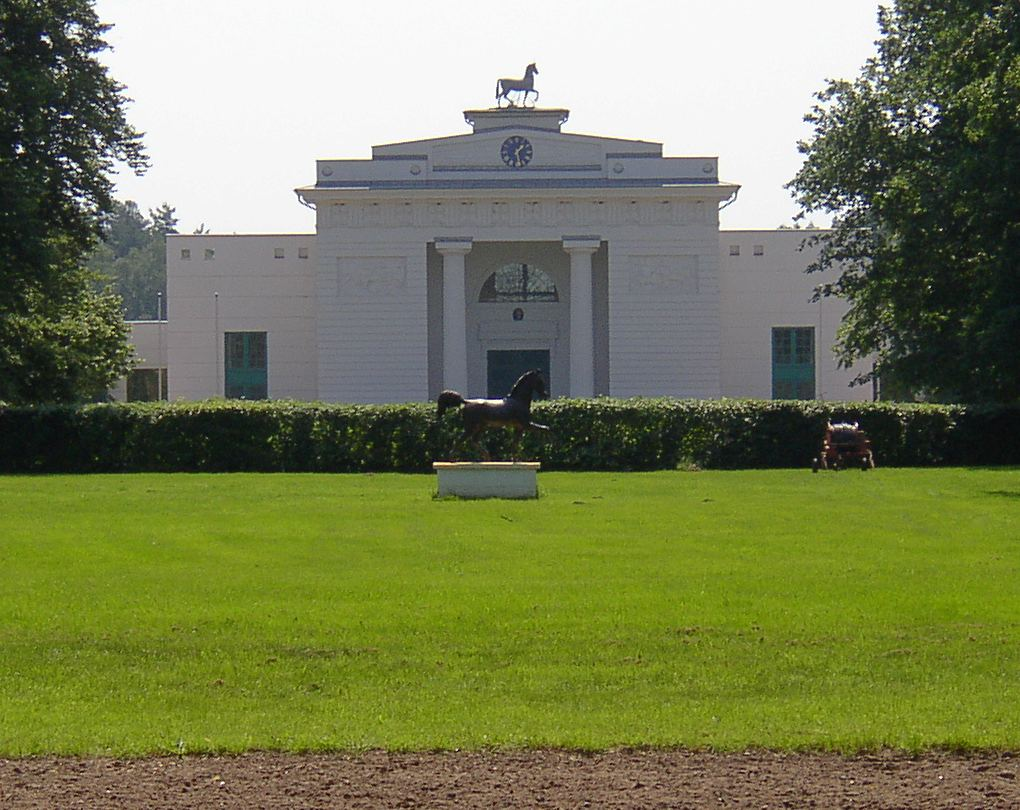
Landgestüt Redefin
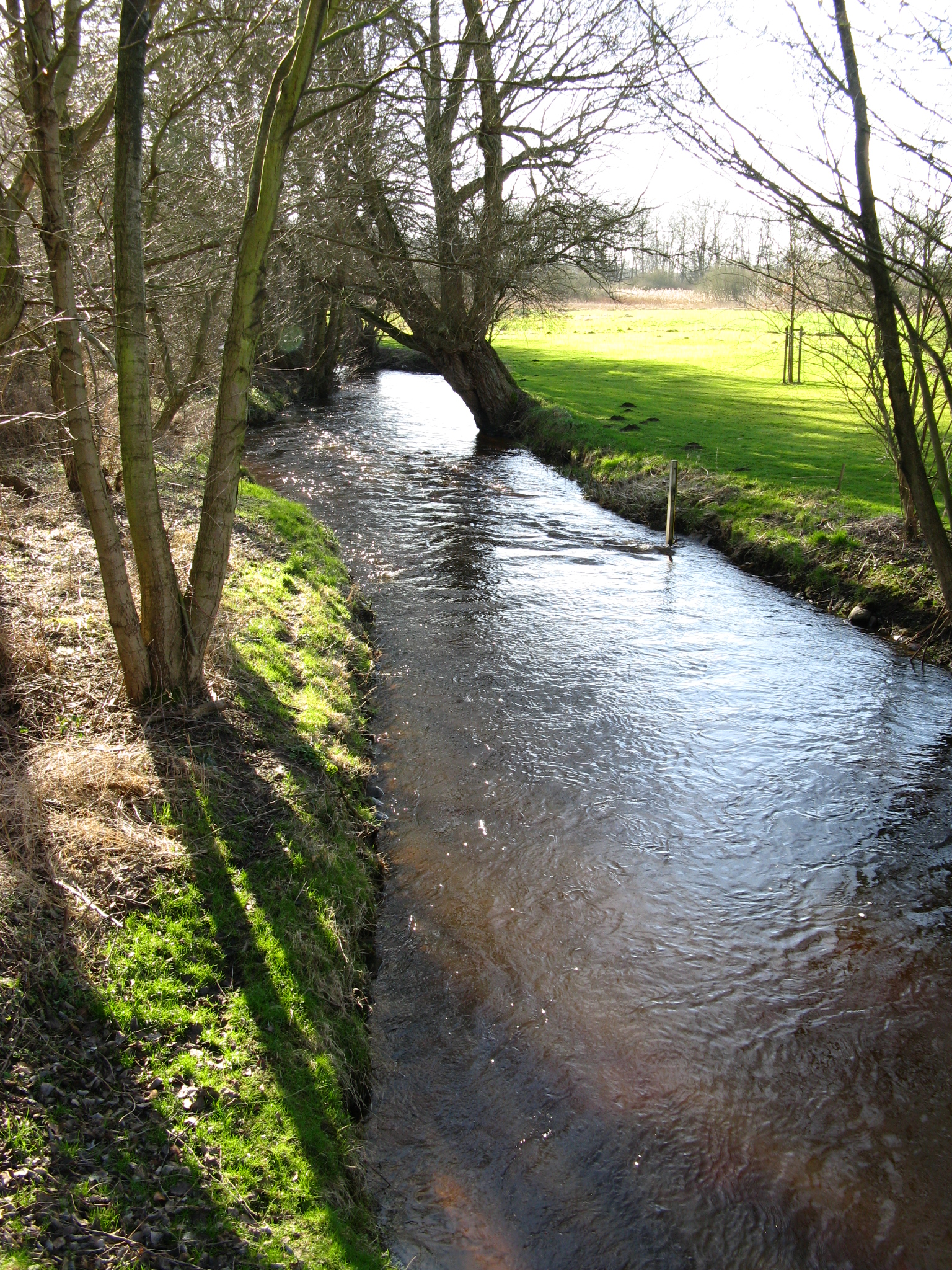
Sude bei Radelübbe

## Städte und Gemeinden
Im Zuge der Wende konnte die Gemeinde Groß Krams durch Ausgliederung aus der Gemeinde Redefin am 1. Mai 1990 die Selbstständigkeit durchsetzen. Per Staatsvertrag zwischen Mecklenburg-Vorpommern und Niedersachsen wechselten die Gemeinden Dellin, Haar, Kaarßen, Neuhaus/Elbe, Stapel, Sückau, Sumte und Tripkau sowie die Ortsteile Neu Bleckede, Neu Wendischthun und Stiepelse der Gemeinde Teldau und ein Flurstück der Gemeinde Garlitz am 30. Juni 1993 zum niedersächsischen Landkreis Lüneburg, dem sie bereits vor Beginn des Zweiten Weltkrieges angehört hatten. Dort gehören sie größtenteils der am 1. Oktober 1993 gegründeten Einheitsgemeinde Amt Neuhaus an.
Der Landkreis Hagenow hatte am 3. Oktober 1990 mit 73 Gemeinden, darunter fünf Städten, die höchste Anzahl an Gemeinden in der DDR:
| - Alt Zachun - Bandenitz - Bantin - Banzin - Belsch - Bennin - Besitz - Bobzin - Boddin - Boizenburg/Elbe, Stadt - Brahlstorf - Bresegard - Camin - Dellien - Dersenow - Dodow - Dreilützow - Drönnewitz - Gallin - Gammelin - Garlitz - Gößlow - Gresse - Greven - Groß Krams | - Haar - Hagenow, Stadt - Hoort - Hülseburg - Jessenitz - Kaarßen - Karft - Kirch Jesar - Klein Bengerstorf - Kloddram - Kogel - Körchow - Kuhstorf - Lassahn - Lehsen - Lübtheen, Stadt - Luckwitz - Lüttow - Melkof - Moraas - Neu Gülze - Neuhaus/Elbe - Neuhof - Nostorf - Parum1 | - Pätow - Picher - Pritzier - Redefin - Rodenwalde - Schwanheide - Setzin - Stapel - Strohkirchen - Sückau - Sumte - Teldau - Tessin b. Boizenburg - Tessin b. Wittenburg - Toddin - Tripkau - Valluhn - Vellahn - Warlitz - Waschow - Wiebendorf - Wittenburg, Stadt - Zarrentin, Stadt |

1) Die Gemeinde Parum wurde Jahre nach der Auflösung des Kreises Hagenow geteilt. Der Ort Parum wechselte 1999 zur Gemeinde Dümmer, der Ortsteil Pogreß ging an die neu gegründete Gemeinde Wittendörp.
Ehemalige Gemeinden
- Bahlen, am 1. Juli 1973 zu Boizenburg/Elbe
- Bakendorf, am 1. Januar 1974 zu Gammelin
- Benz, am 23. Juli 1965 zu Jessenitz
- Bickhusen, am 1. Januar 1974 zu Nostorf
- Blücher, am 25. Februar 1965 zu Besitz
- Boize, am 1. Januar 1957 zu Testorf
- Bürgerhof, am 22. März 1970 zu Lüttenmark
- Dammereez, am 22. März 1970 zu Dersenow
- Darchau, am 1. Mai 1973 zu Haar
- Düssin, am 1. Januar 1974 zu Brahlstorf
- Goldenbow, am 1. November 1964 zu Vellahn
- Goldenitz, am 23. Juli 1965 zu Warlitz
- Gothmann, am 1. Juli 1973 zu Boizenburg/Elbe
- Gramnitz, am 1. Juli 1961 zu Setzin
- Granzin, am 25. Februar 1965 zu Greven
- Groß Timkenberg, am 1. Januar 1974 zu Teldau
- Gülze, am 1. Januar 1974 zu Teldau
- Hagenow Heide, am 1. Januar 1967 zu Hagenow
- Harst, am 1. Juli 1973 zu Luckwitz
- Kraak, am 1. Juli 1961 zu Rastow, Kreis Schwerin-Land
- Kölzin, am 1. Januar 1973 zu Kogel
- Lübbendorf, am 1. Januar 1974 zu Gößlow
- Lüttenmark, am 1. Januar 1976 zu  Gresse
- Neu Bleckede, am 23. Juli 1965 zu Neu Wendischthun-Bleckede
- Neu Wendischthun, am 23. Juli 1965 zu Neu Wendischthun-Bleckede
- Neu Wendischthun-Bleckede, am 1. Januar 1974 zu Teldau
- Neu Zachun, am 1. Januar 1974 zu Zachun
- Neuenkirchen, am 1. Januar 1974 zu Neuhof
- Niendorf, am 1. Januar 1974 zu Sumte
- Pamprin, am 1. Juli 1961 zu Kölzin
- Perdöhl, am 1. Juli 1961 zu Körchow
- Pogreß, am 1. Januar 1974 zu Parum
- Preten, am 1. Januar 1974 zu Neuhaus/Elbe
- Probst Jesar, am 1. Juli 1961 zu Lübtheen
- Püttelkow, am 22. März 1970 zu Boddin
- Quassel, am 1. Januar 1976 zu Lübtheen
- Rosien, am 1. Januar 1974 zu Neuhaus/Elbe
- Schadeland, am 1. Juli 1973 zu Lüttow
- Schwaberow, am 1. Januar 1974 zu Setzin
- Schwartow, am 1. Januar 1967 zu Boizenburg/Elbe
- Schwechow, am 1. Juli 1961 zu Pritzier
- Stiepelse, am 1. Januar 1974 zu Teldau
- Testorf, am 1. Januar 1974 zu Zarrentin
- Trebs, am 23. Juli 1965 zu Lübtheen
- Viehle, am 1. Januar 1974 zu Sumte
- Vier, am 1. Juli 1973 zu Boizenburg/Elbe
- Vockfey, am 23. Juli 1965 zu Zeetze
- Volzrade, am 1. Juli 1961 zu Jessenitz
- Woez, am 1. Mai 1970 zu Boddin
- Wölzow, am 1. Januar 1974 zu Wittenburg
- Zachun, am 3. August 1983 zu Alt Zachun und Hoort
- Zeetze, am 1. Januar 1974 zu Stapel
- Zweedorf, am 25. Februar 1965 zu Schwanheide
- Zühr, am 1. Mai 1973 zu Körchow

## Kfz-Kennzeichen
Den Kraftfahrzeugen (mit Ausnahme der Motorräder) und Anhängern wurden von etwa 1974 bis Ende 1990 dreibuchstabige Unterscheidungszeichen, die mit den Buchstabenpaaren BE und BF begannen, zugewiesen. Die letzte für Motorräder genutzte Kennzeichenserie war BS 23–96 bis BS 51–65.
Anfang 1991 erhielt der Landkreis das Unterscheidungszeichen HGN. Es wurde bis zum 11. Juni 1994 ausgegeben. Seit dem 1. August 2013 ist es im Landkreis Ludwigslust-Parchim erhältlich.